# Janetschekia monodon
Janetschekia monodon là một loài nhện trong họ Linyphiidae.
Loài này thuộc chi Janetschekia. Janetschekia monodon được Octavius Pickard-Cambridge miêu tả năm 1872.